# Modest Andrejevitj von Korff
Modest Andrejevitj von Korff (russisk: Модест Андреевич Корф tr. Modest Andrejevitj Korf ; 23. september 1800 — 14. januar 1876) var en russisk baron, jurist og historiker.
von Korff var skolekammerat med diplomaten Aleksandr Gortjakov og digteren Aleksandr Pusjkin og ansattes allerede 1819—26 ved den kommission, der skulde samle alle russiske love. Han var en af grev Speranskijs ypperste hjælpere ved udarbejdelsen af den nye civillovbog, blev 1839 rigssekretær (som sådan meget brugt ved nye loves affattelse) og 1843 medlem af rigsrådet samt 1854 geheimeråd. 1849—61 var han direktør for det kejserlige bibliotek, som under hans ledelse blev stærkt udviklet, derefter afdelingschef i det kejserlige kancelli og 1864—72 formand for rigsrådets afdeling for lovgivning. Ved sin afgang ophøjedes han til greve. Han skildrede dekabristernes opstand 1825 (1857) og grev Speranskis levned (2 bind, 1861).